# Dysphania glaucescens
Dysphania glaucescens är en fjärilsart som beskrevs av Walker 1861. Dysphania glaucescens ingår i släktet Dysphania och familjen mätare. Inga underarter finns listade i Catalogue of Life.